# Cuisine tanzanienne
La cuisine tanzanienne regroupe l'ensemble des traditions culinaires de Tanzanie. Le plat le plus populaire est l'ugali, une sorte de polenta à base de farine de maïs, de millet ou de manioc. Le pilau est un riz épicé qui peut s'accompagner de viandes ou des nombreux poissons consommés notamment sur le littoral et dans la région des grands lacs. 
La cuisine tanzanienne varie selon les régions. Le long des régions côtières (Dar es Salaam, Tanga, Bagamoyo, Zanzibar et Pemba), les plats épicés sont courants, et le lait de coco est également très utilisé. 
Les régions de la Tanzanie continentale consomment des aliments différents. Parmi les plats typiques de la Tanzanie continentale, on trouve le wali (riz), l'ugali (bouillie de maïs), le nyama choma (viande grillée), le mishkaki (brochettes de bœuf mariné grillé), le samaki (poisson, généralement du tilapia), le pilau (riz mélangé à diverses épices), le biriyani et le ndizi-nyama (plantains à la viande).
Depuis l'arrivée d'une importante communauté indienne en Tanzanie, une part considérable de la cuisine tanzanienne a été influencée par la cuisine indienne.

## Produits de base
Les légumes couramment consommés en Tanzanie sont le bamia (gombo), généralement consommé en ragoût ou préparé dans un ragoût traditionnel appelé mlenda, le mchicha (amarante tricolore), le njegere (petits pois), le maharage (haricots) et le kisamvu (feuilles de manioc). La Tanzanie cultive au moins 17 variétés différentes de bananes, utilisées pour les soupes, les ragoûts et les chips.

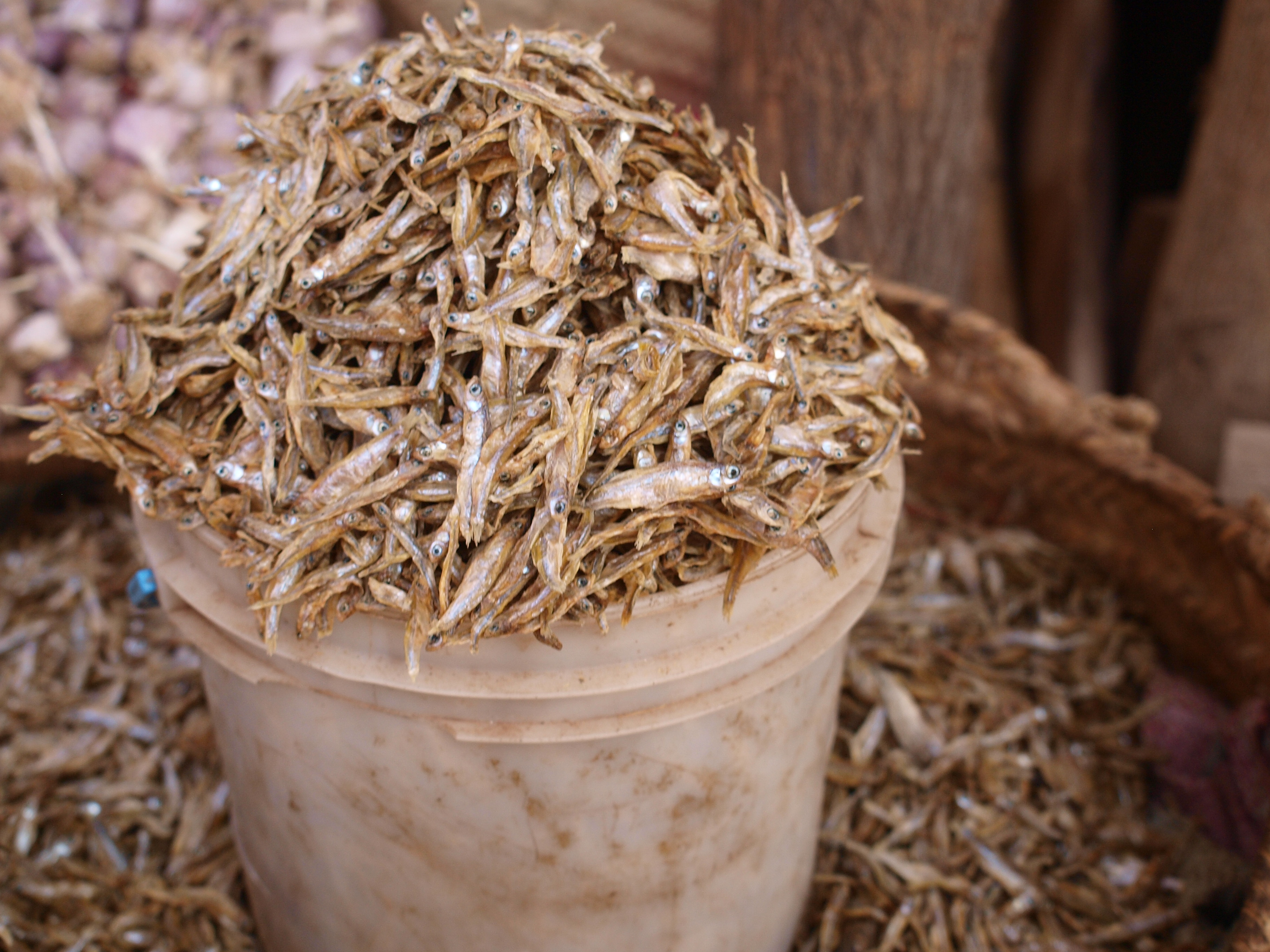
Petits poissons au marché
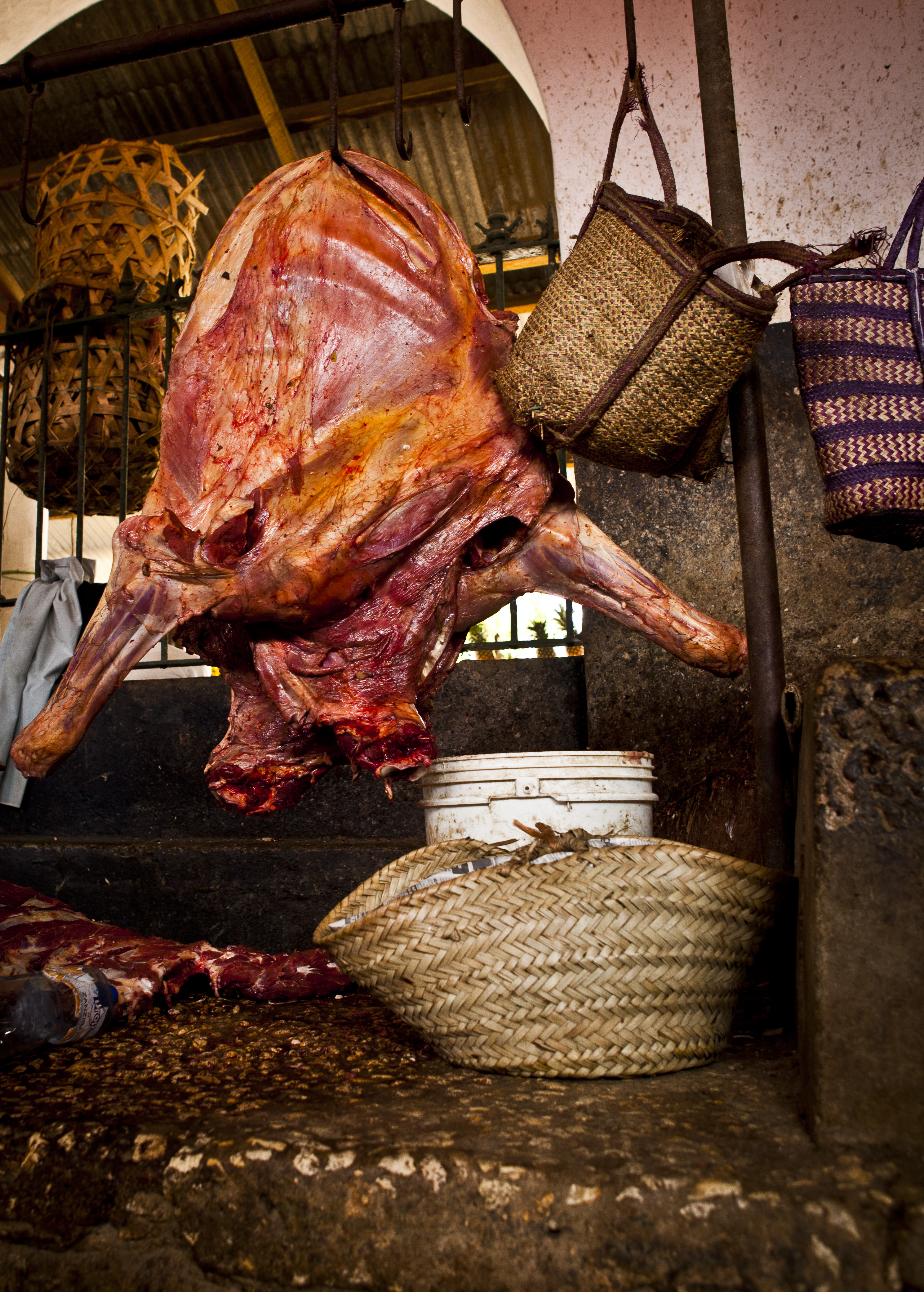
Quartier de bœuf
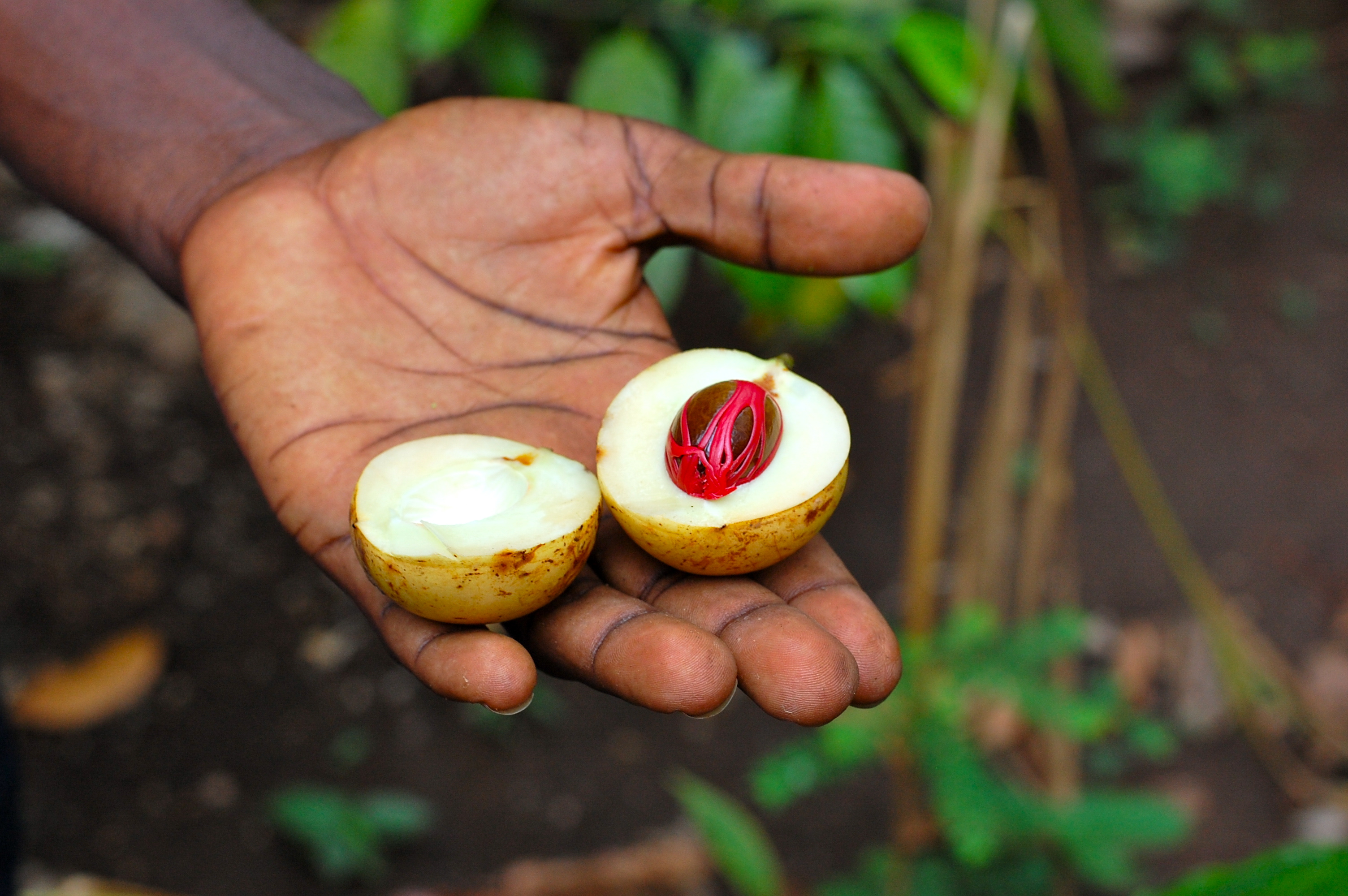
Noix de muscade de Zanzibar
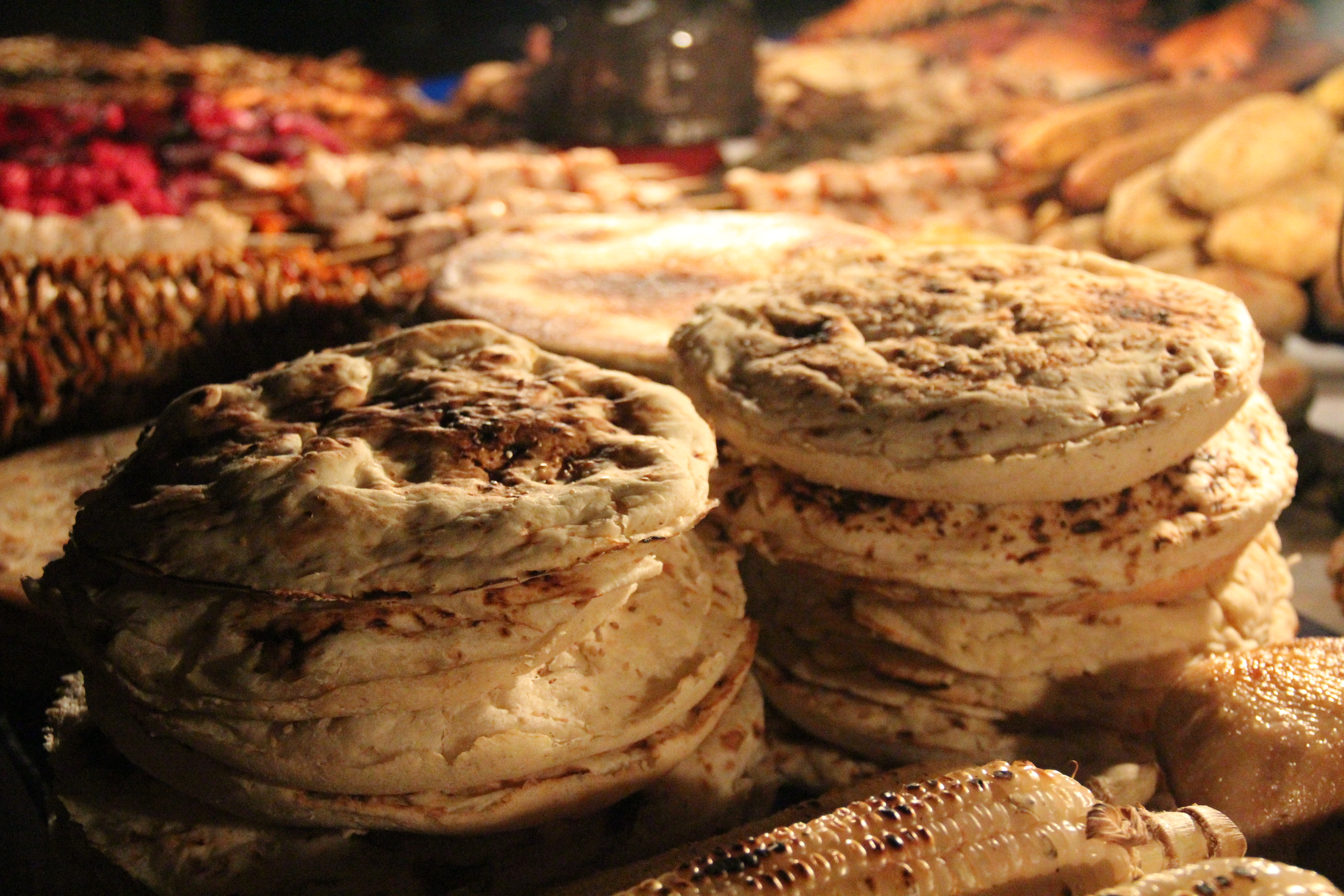
Pain de Zanzibar
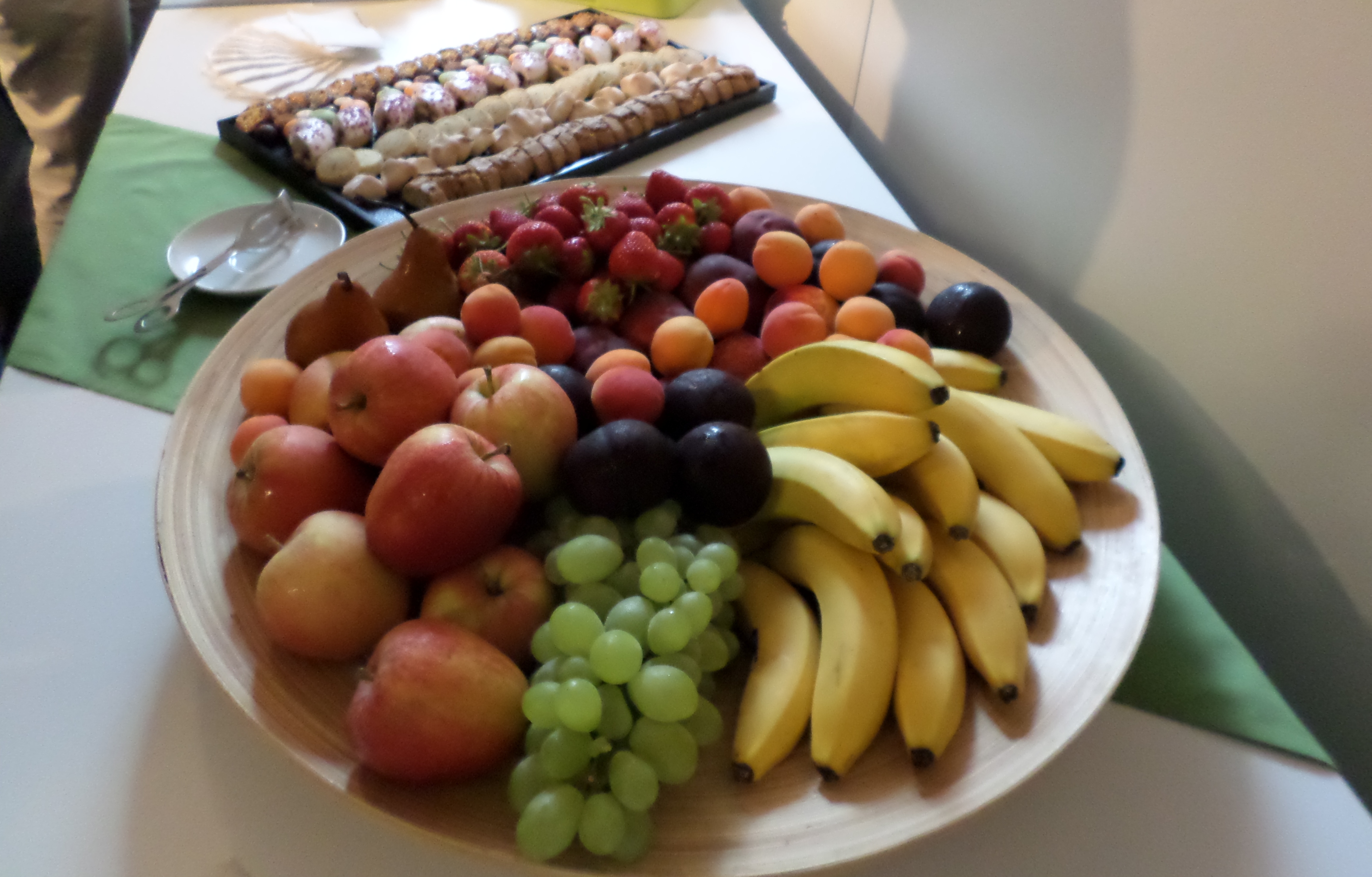
Fruits frais (yum yum)

## Sélection de spécialités
Les petits-déjeuners typiques en Tanzanie sont le maandazi (beignet frit), le chai (thé), le chapati (sorte de pain plat), le porridge et, surtout dans les zones rurales, le chipsi mayai.

Les snacks tanzaniens comprennent le visheti, le kashata (barres de noix de coco), le kabaab (kebab), le sambusa (samoussa), le mkate wa kumimina (pain de riz zanzibarien), le vileja, le vitumbua (galettes de riz) et le bagia.

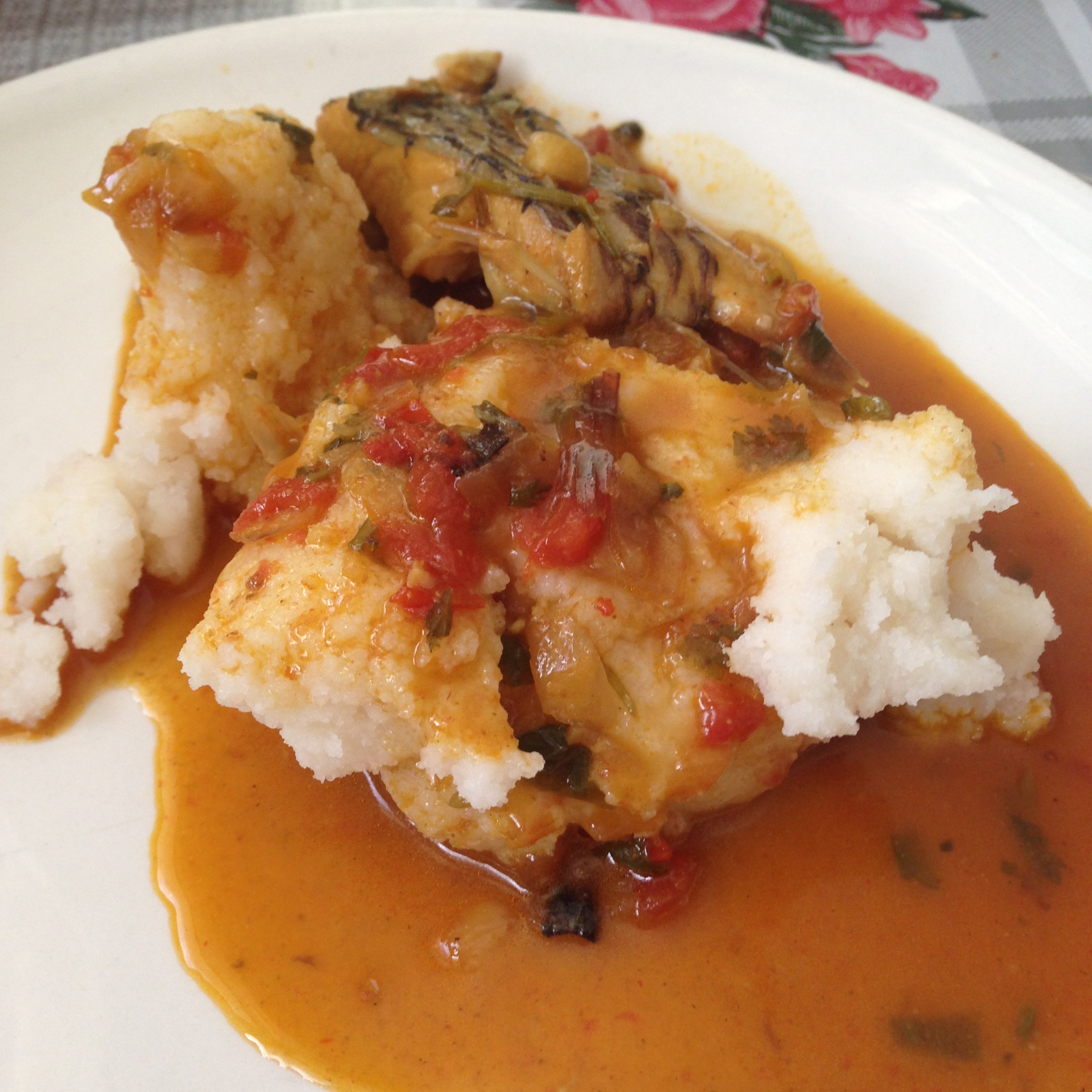
Ugali et curry de poisson
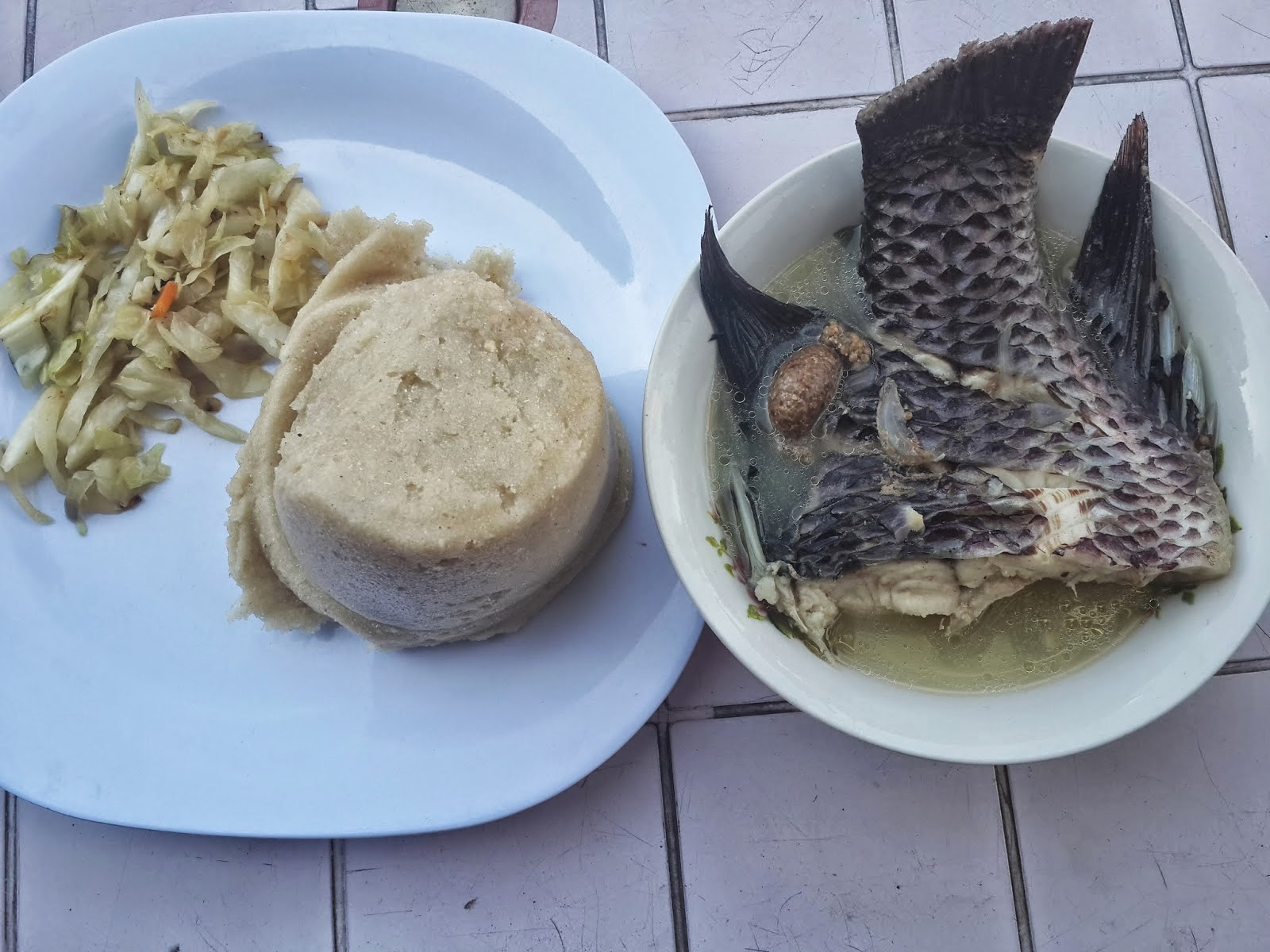
Ugali et tilapia
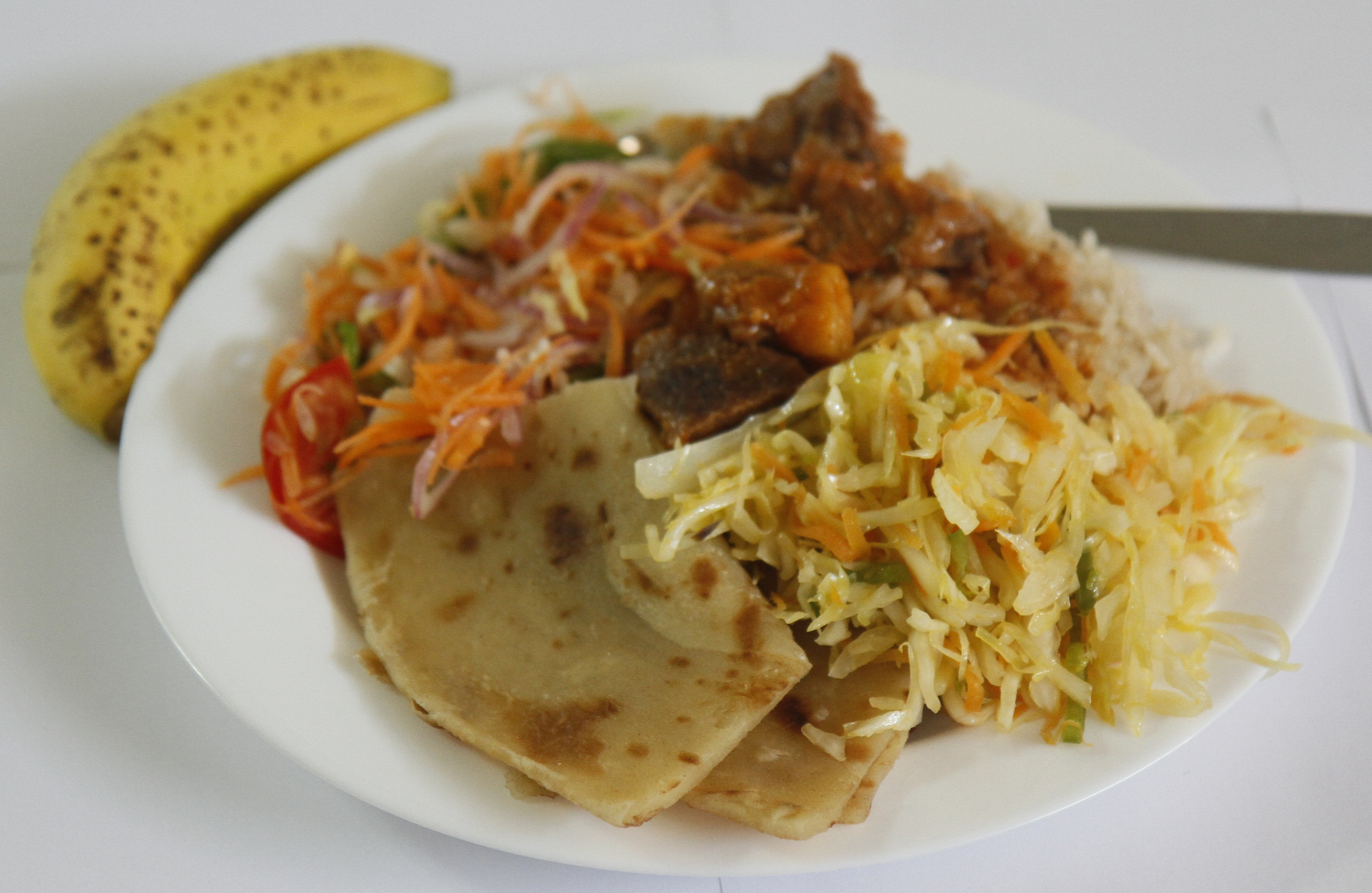
Pilau
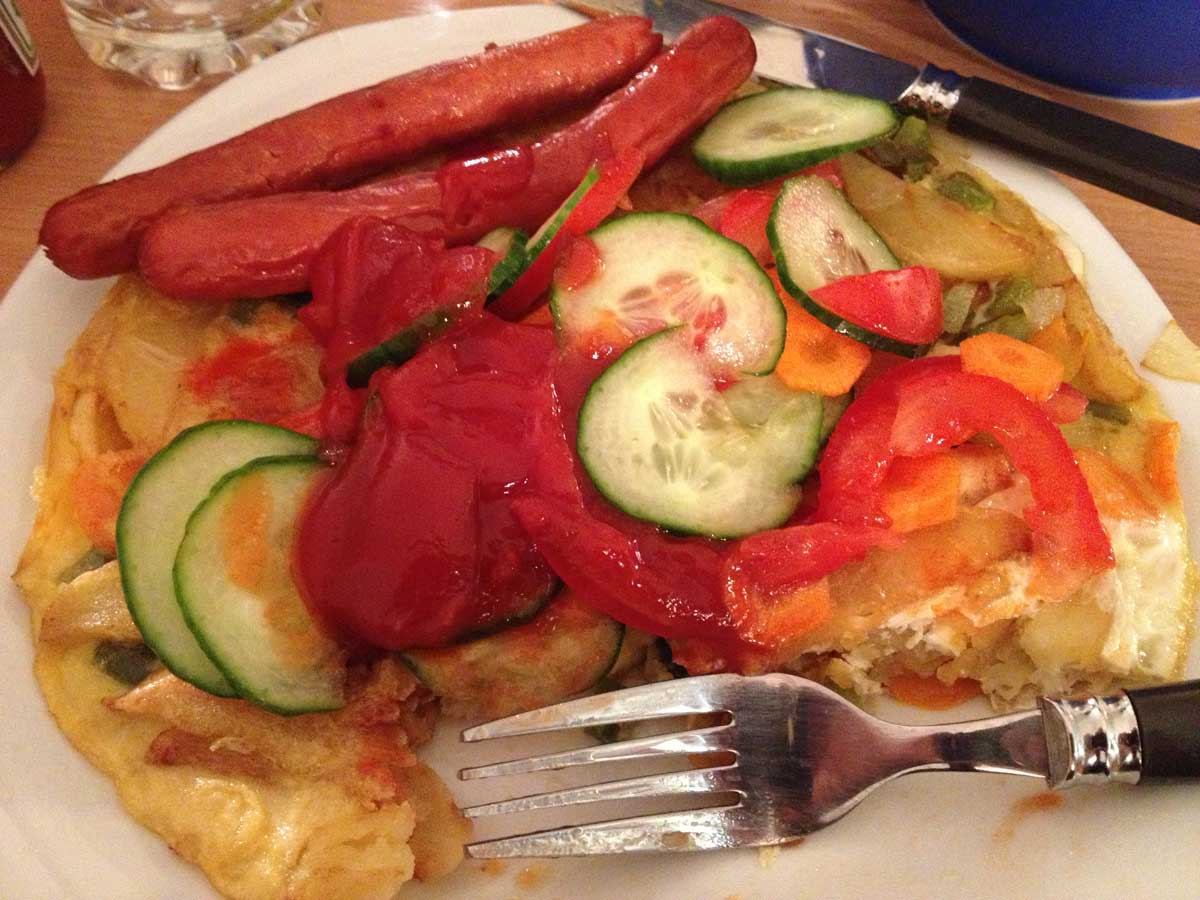
Zege
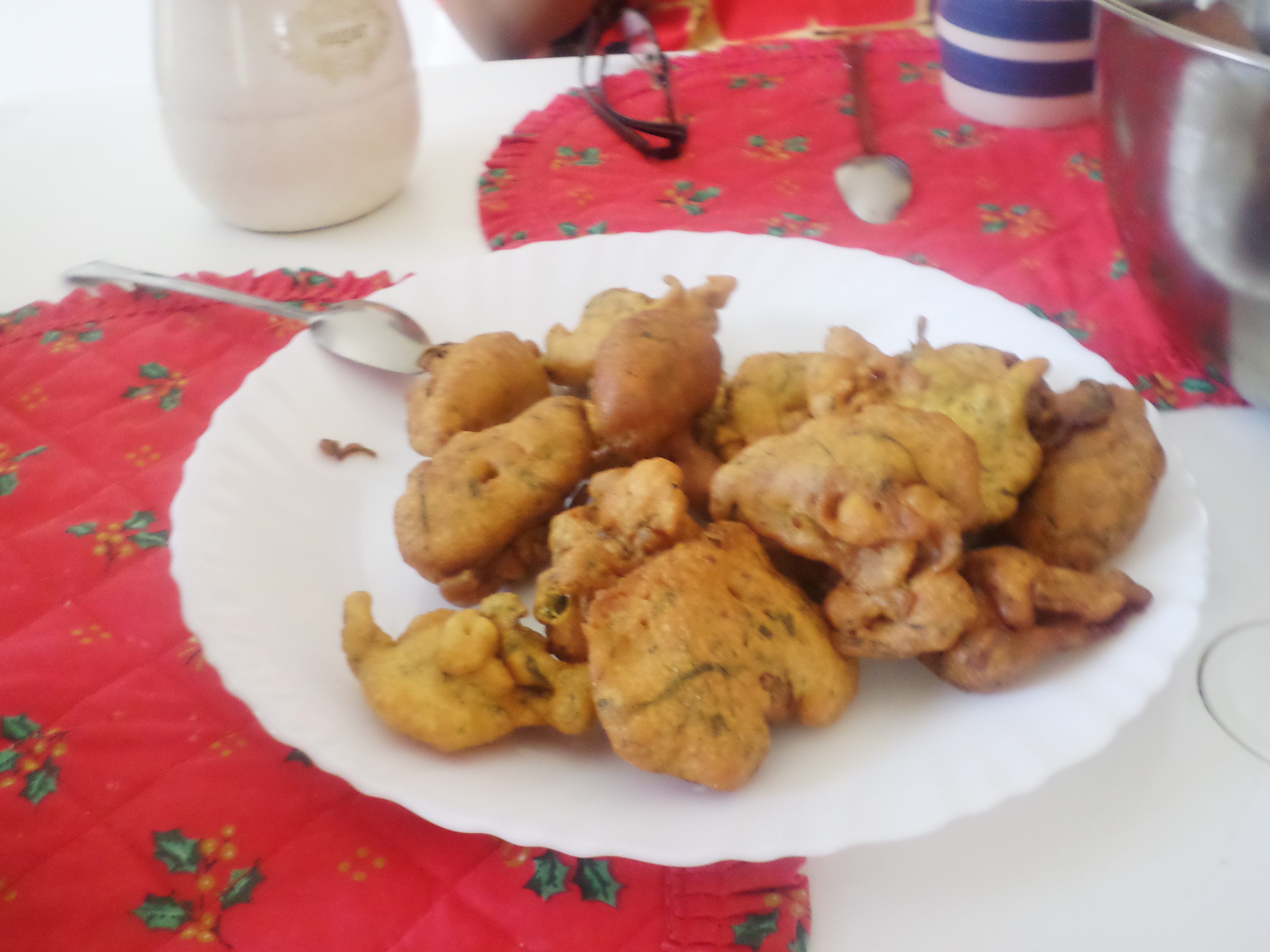
Bagia
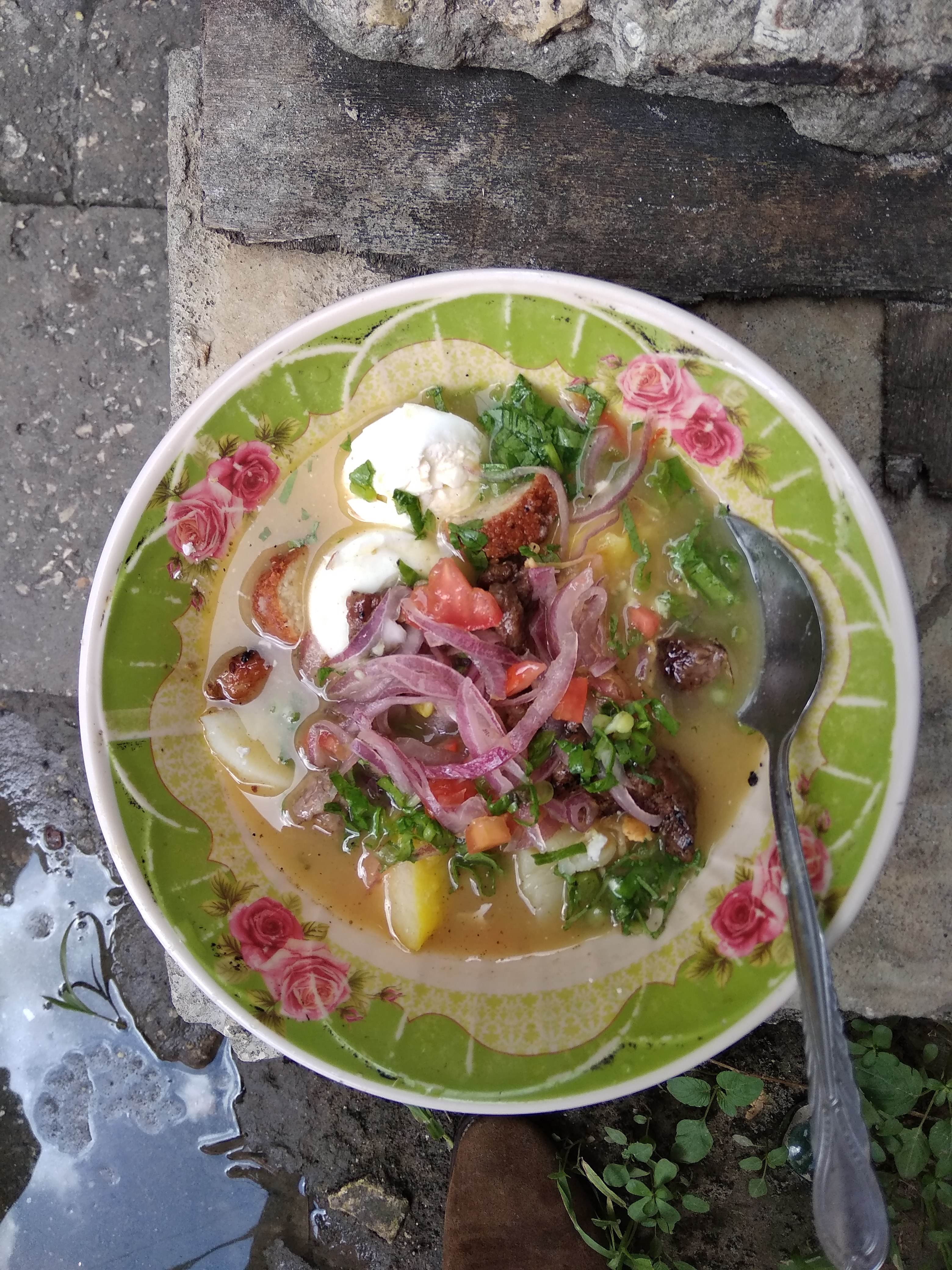
Urojo